# Ad Krijnen
Ad Krijnen (Oosterhout, 16 november 1954) is een voormalig voetballer die zijn gehele profloopbaan uitkwam voor NAC.
Ad Krijnen begon met voetballen bij TSC uit zijn geboorteplaats Oosterhout. In 1971 kwam hij bij NAC terecht, waar hij in het seizoen 1973-1974 zijn debuut maakte in de eredivisie. In 1975, tijdens zijn dienstplicht, speelde Krijnen in het Nederlands militair elftal dat een zilveren medaille haalde op de Militaire Wereldkampioenschappen voetbal. Krijnen kon op alle plaatsen in de defensie uit de voeten, maar kende zijn beste tijd als rechter vleugelverdediger. Hij speelde in totaal ruim 300 wedstrijden voor de Parel van het Zuiden waarin hij vier keer het net vond.
In 1983 degradeerde Krijnen met NAC naar de eerste divisie, maar een jaar later volgde alweer promotie via de nacompetitie. In die periode kreeg Krijnen steeds meer te maken met hardnekkige blessures, waardoor hij uiteindelijk aan het eind van het seizoen 1984-1985 (waarin NAC opnieuw degradeerde) werd afgekeurd voor het spelen van betaald voetbal.

## Statistieken
| Seizoen   | Club      | Wedstrijden | Goals | Competitie     |
| --------- | --------- | ----------- | ----- | -------------- |
| 1973-1974 | NAC Breda | 1           | 0     | Eredivisie     |
| 1974-1975 | NAC Breda | 26          | 0     | Eredivisie     |
| 1975-1976 | NAC Breda | 30          | 0     | Eredivisie     |
| 1976-1977 | NAC Breda | 34          | 0     | Eredivisie     |
| 1977-1978 | NAC Breda | 22          | 2     | Eredivisie     |
| 1978-1979 | NAC Breda | 26          | 0     | Eredivisie     |
| 1979-1980 | NAC Breda | 31          | 0     | Eredivisie     |
| 1980-1981 | NAC Breda | 29          | 1     | Eredivisie     |
| 1981-1982 | NAC Breda | 33          | 0     | Eredivisie     |
| 1982-1983 | NAC Breda | 27          | 1     | Eredivisie     |
| 1983-1984 | NAC Breda | 24          | 0     | Eerste divisie |
| 1984-1985 | NAC Breda | 25          | 0     | Eredivisie     |
| Totaal    |           | 308         | 4     |                |